# La tipica ragazza italiana
La tipica ragazza italiana è un singolo del disc jockey italiano Dj Matrix, pubblicato il 19 aprile 2011.
Il brano, inizialmente autoprodotto nel 2008, diventa presto virale e acquisisce sempre più popolarita tra gli adolescenti anche grazie al video pubblicato il 1º giugno dello stesso anno su YouTube.

## Tracce
Download digitale
Testi e musiche di Matteo Schiavo, Luigi Manuel Negrin.
1. La tipica ragazza italiana (Da-Brozz Remix) – 3:04
2. La tipica ragazza italiana (Alexandra Damiani Remix) – 3:35
3. La tipica ragazza italiana – 3:14